# William Elgin Swinton
William Elgin Swinton (* 30. September 1900 in Kirkcaldy; † 12. Juni 1994 in Toronto) war ein britischer Wirbeltier-Paläontologe.

## Leben
Swinton studierte an der Universität Glasgow mit dem Abschluss 1922. Während des Studiums war er Präsident der Geologischen Gesellschaft der Universität, befasste sich mit Beuteltieren aus Südaustralien und war an Expeditionen nach Spitzbergen beteiligt (bei der er mesozoische Muscheln untersuchte). Ab 1924 war er Kurator für fossile Amphibien, Reptilien und Vögel am Natural History Museum London. Dabei erwarb er sich einen Ruf als einer der führenden Popularisatoren von Dinosauriern in Großbritannien. Er schrieb ein populäres Buch über Dinosaurier (1934) und sorgte für die Einbeziehung in den Unterricht von Schulkindern (bei einer Gelegenheit führte er auch die spätere Königin Elizabeth II. mit ihrer Schwester durch die Sammlungen), für die Modernisierung der Ausstellungen, hielt viele Vorträge für Laien und trat nach dem Zweiten Weltkrieg (in dem er für den Marine-Geheimdienst arbeitete, zuletzt im Rang eines Lieutenant-Commander) oft im Fernsehen auf. Seit 1932 war er Mitglied (Fellow) der Royal Society of Edinburgh.
Nachdem er im Natural History Museum 1961 in den Ruhestand gegangen war, wurde er Direktor der Abteilung Biologie (Life Science) des Royal Ontario Museum in Kanada und zwei Jahre später Direktor des gesamten Museums, was er bis 1966 blieb. Außerdem war er Professor an der University of Toronto (Massey College) auf Lebenszeit.
Als Paläontologe grub er weltweit aus (Südafrika, Mexiko, Kanada, USA, Indien, Georgien u. a.) und veröffentlichte über 200 wissenschaftliche Arbeiten. Er wurde 1930 in Glasgow promoviert.
Er war Sekretär der British Association for the Advancement of Science (und 1954 deren Präsident), Präsident der Museums Association und Herausgeber des Museums Journal und der Proceedings of the Geological Association. 1959 erhielt er die Darwin-Medaille der Sowjetischen Akademie der Wissenschaften.
Swinton hatte vielseitige Interessen und leitete zum Beispiel auch die Theatergruppe des Natural History Museum.

## Schriften
- The Dinosaurs - a short history of a great group of extinct reptiles. T. Murby & Co., London 1934.
- Dinosaurs. Allen and Unwin, 1970.
- Dinosaurs. British Museum, 1962
- mit anderen: Geology and the Museum. Oxford University Press, 1941.
- The Story of Prehistoric Animals. Rathbone Books, 1961.
- The Wonderful World of Prehistoric Animals. Garden City Books, 1961. MacDonald, London 1969.
- Animals before Adam. Phoenix House, London 1961.
- Digging for Dinosaurs. Doubleday, 1962.
- Giants past and present. Hale, London 1966.
- Fossil Birds. In: Handbook Museum Natural History. 3. Auflage. 1975.
- Fossil Amphibians and Reptiles. In: Handbook Museum Natural History. 3. Auflage. 1962.
- Geology and Paleontology of Kaiso bone beds. Uganda Geological Survey, Entebbe 1926.